# 凯米·瑞塔·夏尔巴
凯米·瑞塔·夏尔巴（Kami Rita，1970年—）出生於尼泊爾索卢坤布，是一名尼泊尔夏尔巴族登山向导。自2018年5月以来，雖曾有人追平其記錄，但他一直保持着登上珠穆朗玛峰峰顶次数最多的记录保持人。2021年5月7日，凯米·瑞塔·夏尔巴第25次登顶珠穆朗玛峰峰顶 。2025年5月，他第31次登頂，再次打破自己創下的紀錄。他的父亲是1950年珠穆朗玛峰向外国登山者开放后的第一批专业夏尔巴人登山向导之一。他的兄弟也是一名登山向导，曾17次攀登珠峰。
凯米·瑞塔·夏尔巴还攀登过其他高于8000米的山峰，例如喬戈里峰、卓奥友峰、马纳斯卢峰、安纳布尔纳峰和洛子峰。